# Ahdaf Soueif
Pour les articles homonymes, voir Soueif.
Ahdaf Soueif (أهداف سويف), née le 23 mars 1950, est une intellectuelle et une femme de lettres égyptienne, écrivant en langue anglaise.

## Biographie
Ahdaf Soueif est née en 1950 au Caire. Elle suit des études en Égypte puis en Angleterre. Elle étudie notamment à l'université de Lancaster, pour un doctorat en linguistique. Elle enseigne dans différentes universités puis travaille pour la Al-Furqan Islamic Heritage Foundation (en), institution de Londres se consacrant à la préservation du patrimoine écrit de l'Islam. Elle partage dès lors sa vie entre l’Égypte et l'Angleterre.
Son premier roman, In the Eye of the Sun publié en 1993, raconte l’évolution de Asya, une belle égyptienne vivant entre l'Égypte et l'Angleterre. Mais à travers les parcours individuels, c'est l'histoire de l’Égypte qu'elle aime mettre en exergue. Son deuxième roman, The Map of Love, publié en 1999, est sélectionné pour le prix Booker. Il est consacré à la reconquête du droit à la parole par la femme orientale. Il est traduit en 21 langues, dont le français, et il s'est vendu à plus d’un million d'exemplaires. Des nouvelles s'inscrivent aussi dans son œuvre, comme Aisha en 1983, et Sandpiper en 1996.
Ahdaf Soueif écrit également sur la Palestine et les Palestiniens, des œuvres de fiction ou non. Une version abrégée de Under the Gun: A Palestinian Journey est initialement publiée dans le journal The Guardian, puis la version intégrale diffusée en 2004 dans un recueil d’essais Mezzaterra: Fragments from the Common Ground. En 2008, elle lance la première édition du Festival palestinien de littérature, dont elle est la présidente et fondatrice,.
Elle écrit principalement en anglais, ce qui lui a été reproché par certains de ces lecteurs,. Ces critiques lui reconnaissent par ailleurs, dans le contenu de ses œuvres, une volonté de mieux faire connaître la culture égyptienne et des sociétés arabes. Elle est une voix reconnue dans son pays comme dans les pays anglo-saxons. Richard Jacquemond, spécialiste de la littérature arabe moderne, questionné en 2013, par un journaliste du Monde, Christophe Ayad, sur le soutien presque unanime des intellectuels égyptiens à l'armée, indique qu'à son avis « une des rares voix audibles qui soit sur une position "ni ni" (ni l'armée ni les Frères) est celle d'Ahdaf Soueif, une grande écrivaine d'expression anglaise qui a une forte présence médiatique en Égypte et au Royaume-Uni ». En 2010, elle est la première lauréate du prix Mahmoud-Darwich pour la liberté et la création.
Elle est également commentatrice, dans les domaines culturel et politique, pour le journal The Guardian. Elle y  réalise des reportages sur la révolution égyptienne. En janvier 2012, elle publie Cairo: My City, Our Revolution, une chronique personnelle de la première année de la révolution égyptienne. Sa sœur Laila Soueif, son neveu et sa nièce, Alaa Abdel Fattah et Mona Seif, sont des militants notables.
En décembre 2019, avec 42 autres personnalités culturelles, Ahdaf Soueif signe une lettre soutenant le Parti travailliste sous la direction de Jeremy Corbyn lors des élections générales de 2019,.
En 2020, elle est brièvement arrêtée pour avoir demandé la libération de prisonniers politiques lors de la pandémie de Covid-19 en Égypte. La même année, participant à un festival de littérature aux Émirats arabes unis, elle dédie son intervention à deux dissidents émiratis emprisonnés, l’avocat Mohamed Al-Roken et le militant des droits de l’homme Ahmed Mansoor.
Elle était mariée à Ian Hamilton, un critique littéraire anglais mort en 2001, avec qui elle a eu deux fils.

## Principales publications
- Aisha, Londres, Bloomsbury, 1983.
- In the Eye of the Sun, New York, Random House, 1992.
- Sandpiper, Londres, Bloomsbury, 1996.
- The Map of Love, Londres, Bloomsbury, 1999. Sélectionné pour le Prix Booker 1999.
- Traduction de : I Saw Ramallah écrit par Mourid Barghouti, New York, Anchor Books, 2003.
- Mezzaterra: Fragments from the Common Ground, New York, Anchor Books, 2004.
- I Think of You, Londres, Bloomsbury: 2007
- Cairo: My City, Our Revolution, Bloomsbury, 2012

## Ouvrages traduits en français
- Lady Pacha [« The Map of Love »] (trad. Annie Hamel), Jean-Claude Lattès, 2000.Édité en 2001 en LGF/Le Livre de Poche.

## Publications dans la presse française
- « Avec les yeux des déshérités, par Ahdaf Soueif » (trad. Jean Guiloineau), Le Monde,‎ 19 septembre 2001 (lire en ligne).